# 30146 Decandia
30146 Decandia è un asteroide della fascia principale. Scoperto nel 2000, presenta un'orbita caratterizzata da un semiasse maggiore pari a 3,1523378 UA e da un'eccentricità di 0,1453895, inclinata di 0,65341° rispetto all'eclittica.